# Episodi di Lea (prima stagione)
La prima stagione della serie televisiva Lea (intitolata Lea - Un nuovo giorno), composta da 8 episodi, è stata trasmessa in prima visione su Rai 1 ogni martedì dall'8 febbraio al 1º marzo 2022 in quattro prime serate.
| nº | Titolo               | Prima TV         |
| -- | -------------------- | ---------------- |
| 1  | Ricominciare         | 8 febbraio 2022  |
| 2  | La seconda occasione | 8 febbraio 2022  |
| 3  | Verità difficili     | 15 febbraio 2022 |
| 4  | Vie di fuga          | 15 febbraio 2022 |
| 5  | La casa dei ricordi  | 22 febbraio 2022 |
| 6  | Come eravamo         | 22 febbraio 2022 |
| 7  | Segreti di famiglia  | 1º marzo 2022    |
| 8  | Segni di speranza    | 1º marzo 2022    |

## Ricominciare
- Diretto da: Isabella Leoni
- Soggetto di: Peter Exacoustos, Mauro Casiraghi e Anna Mittone
- Scritto da: Mauro Casiraghi e Anna Mittone

### Trama
Lea Castelli è un'infermiera specializzata che è stata in aspettativa per un po' di tempo dopo aver perso il bambino che aspettava all'ottavo mese di gravidanza. Di ritorno a Ferrara, Lea rimane ferma con la sua auto in campagna e a darle una mano è un signore che si presenta come Arturo Minerva, un musicista turco che da vent'anni abita in Italia.
Dopo aver ripreso servizio all'Ospedale Estense, Lea si occupa subito del piccolo Kolja facendogli fare una TAC che porterà alla scoperta di un tumore alle ossa.
Non avendo ancora un alloggio, Lea viene ospitata dagli amici infermieri Rosa e Donato. In reparto incontra di nuovo Arturo la cui figlia, Martina, si è fatta male a un braccio cadendo e successivamente va in shock anafilattico. A stabilizzarla ci pensano Lea e Marco Colomba, il suo ex marito nonché nuovo primario. Il loro matrimonio si è concluso dopo la perdita del figlio che aspettavano. Dopo un'accesa discussione tra i due, Lea viene ripresa dal direttore Chiaravalle che le paventa un trasferimento in una sede distaccata.
Fuori dall'ospedale Lea si scontra anche con Anna Galgano, una sua vecchia amica con la quale aveva litigato perché le aveva portato via il marito.
Dopo aver allontanato Marco, che sembra essersi pentito di aver scelto Anna, Lea cede al corteggiamento e va a casa di Arturo finendo per baciarlo.
- Altri interpreti: David Sebasti (Valerio Mosella), Gaia Insenga (Barbara Mosella).
- Ascolti: telespettatori 5 126 000 – share 21,00%[5].

## La seconda occasione
- Diretto da: Isabella Leoni
- Soggetto di: Peter Exacoustos, Mauro Casiraghi e Anna Mittone
- Scritto da di: Mauro Casiraghi e Anna Mittone

### Trama
Un neonato ha una crisi respiratoria e Lea si paralizza venendo allontanata dalla stanza da Marco. Il piccolo Mattia ha un problema al cuore e Lea, con l'aiuto di Arturo, cerca di fare da mediatrice tra la madre Daria e il padre Alberto. Quest'ultimo però si presenta in ospedale per fare un esposto contro Lea; il dottor Colomba capisce che il ragazzo ha un problema fisico e ne ha la conferma quando lo visita: ha la sindrome di Marfan ed ecco da cosa dipendono i problemi del figlio. L'operazione del piccolo va a buon fine e Alberto, che ci ripensa riguardo alla querela, chiede a Daria di essere perdonato. Marco racconta a Lea che ha detto al direttore che se ne sarebbe andato se lei fosse stata trasferita.
Intanto Arturo affida a Donato la figlia che è nata da un rapporto occasionale con una ragazza dopo un concerto e che si è scoperto essere allergica ai fiori di tarassaco. L'artista trascorre poi la notte con Lea.
- Altri interpreti: Luca Filippi (Alberto), Valentina Munafò (Daria), David Sebasti (Valerio Mosella), Gaia Insenga (Barbara Mosella).
- Ascolti: telespettatori 4 744 000 – share 24,00%[5].

## Verità difficili
- Diretto da: Isabella Leoni
- Soggetto di: Peter Exacoustos, Mauro Casiraghi e Anna Mittone
- Scritto da di: Mauro Casiraghi e Anna Mittone

### Trama
Lea si imbatte nel caso di Aurora Penna, una sedicenne che ha una crisi epilettica e che si scopre avere una lesione epatica. Lea trova degli antidepressivi e, parlando con il suo fidanzato Nadim, scopre che la ragazza, ospite dalle suore, ha partorito di nascosto con l'aiuto di una vicina di casa. La madre della ragazza rimane sconvolta dalla scoperta appena vede entrare nella stanza della figlia Nadim con il bambino ma alla fine decide di accettarli.
Martina sorprende il padre e Lea a letto insieme; Arturo non può fare altro che confessare la sua relazione alla figlia che ne rimane sconvolta.
Il dottor Verna annulla il proprio matrimonio in extremis poiché si è invaghito di Michela.
L'assistente sociale Pia Marastoni comunica a Marco e Lea una notizia sconvolgente: i genitori di Koljia hanno deciso di non continuare con il processo d'adozione e il bambino potrebbe tornare in un orfanotrofio in Russia.
Marco affronta Anna e con molto dispiacere le dice che non la ama più; la donna, sconvolta, gli tira uno schiaffo e se ne va in lacrime.
- Altri interpreti: Rebecca Antonaci (Aurora Penna), Carlotta Miti (Pia Marastoni), Giulia Lippi (madre di Aurora).
- Ascolti: telespettatori 5 200 000 – share 21,10%[6].

## Vie di fuga
- Diretto da: Isabella Leoni
- Soggetto di: Peter Exacoustos, Mauro Casiraghi e Anna Mittone
- Scritto da di: Mauro Casiraghi e Anna Mittone

### Trama
in ospedale viene ricoverata la giovane Viola Parisi per un'insufficienza renale cronica.
Si presenta in reparto il padre del dottor Verna ma questo, coperto da Rosa, non si fa trovare e ha uno scontro con Michela per le sue condizioni di salute.
Anna non si dà pace, dice a Marco che continuerà ad amarlo e, intuendo di essere incinta, si prende un mese di aspettativa.
Koljia sparisce nel nulla poco prima di essere operato dall'equipe del dottor Pisani e tutto il personale si mette a cercarlo mentre Rosa cerca di intrattenere l'assistente sociale. Il dottor Verna è costretto a dire a Chiaravalle che Koljia è scomparso e il direttore redarguisce il dottor Colomba. Infine Arturo trova Koljia che può finalmente essere operato.
Il dottor Verna affronta il padre il quale, deluso per il matrimonio saltato, gli dice che dovrà cavarsela da solo economicamente. Il giovane dottore conosce Luca, il fratellino di Michela, che gli racconta che lei di sera fa un secondo lavoro.
Marco è convinto di potersi riavvicinare a Lea ora che ha lasciato Anna ma ci rimane male quando la vede baciare Arturo.
- Altri interpreti: Carlotta Miti (Pia Marastoni), David Sebasti (Valerio Mosella), Francesco Meoni (dottor Giancarlo Pisani), Elisabetta Pellini (Tiziana Parisi), Riccardo Leonelli (Danilo Parisi), Bruno Santini (Umberto Verna).
- Ascolti: telespettatori 4 967 000 – share 24,60%[6]Vie di fuga
- Diretto da: Isabella Leoni
- Soggetto di: Peter Exacoustos, Mauro Casiraghi e Anna Mittone
- Scritto da di: Mauro Casiraghi e Anna Mittone

Viene ricoverato per una brutta tosse il giovane Matteo, pronto a disputare i campionati regionali di nuoto sulle orme del padre Costanzo, e dagli esami viene riscontrata una cardiopatia.
L'avvocato di Lea le fa sapere che è arrivata un’offerta per il casale suo e di Marco, che era stato escluso dalla pratica di divorzio, ma Marco è deciso a non volerlo vendere e anzi vuole riscattare la parte della sua ex. Confidandosi con due amici, Marco dichiara di amare ancora Lea.
Lea, nonostante la contrarietà di Marco, con il placet del direttore organizza una festa per i ragazzi del reparto nel magazzino dell'ospedale durante la quale però Matteo ha un attacco. Marco, dopo averlo operato, spiega ai genitori che ha avuto un annegamento secondario dovuto a dell'acqua andata a finire nei polmoni. Lea si scontra con il padre del ragazzo, ma questa volta non viene ripresa dal direttore, che anzi le fa i complimenti per il successo della festa.
Il dottor Verna invita a cena Michela venendo scoperto dalla fidanzata Enrica che insulta la tirocinante. Lea va al vecchio casale e inizia ad avere dei ricordi del passato; all'arrivo di Marco i due si abbracciano forte.
- Altri interpreti: Antonio Faa (Costanzo Nicosia), Elisabetta Pellini (Tiziana Parisi), Diego Verdegiglio (avvocato Fabbri), Danila Stalteri (madre di Matteo), Claudia Tosoni (Enrica).
- Ascolti: telespettatori 4 824 000 – share 19,20%[7].

## Come eravamo
- Diretto da: Isabella Leoni
- Soggetto di: Peter Exacoustos, Mauro Casiraghi e Anna Mittone
- Scritto da di: Mauro Casiraghi e Anna Mittone

### Trama
L'assistente sociale Marastoni torna a fare visita a Koljia perché deve tornare in Russia; Lea non vuole stare con le mani in mano, e Marco le chiede di adottare insieme il bambino e di tornare a vivere insieme al casale. I due ne parlano con la Marastoni; una sera Marco cerca di baciare Lea, che si allontana. Koljia cade di proposito dalle scale esterne dell'ospedale per avere la scusa per restare ricoverato e si ferisce.
Anna Galgano in un negozio soccorre una donna, la moglie di un tenore, che partorirà al 7º mese; il piccolo Gabriele viene operato con il rischio di avere dei problemi in futuro all'udito e alla vista. Il dottor Verna si butta e bacia Michela in reparto; i due iniziano a vedersi anche fuori dall'ospedale.
Lea parla di Marco ad Arturo chiedendogli una pausa e l'artista ci rimane male mandandola via. Lea passa quindi la notte con Marco facendo l'amore.
Al concerto benefico organizzato dalle infermiere del reparto, Arturo si esibisce insieme alla cantante Dolcenera. Marco non si è presentato all'evento perché Anna lo ha fermato in ospedale per parlargli.
- Guest: Dolcenera (se stessa).
- Altri interpreti: Carlotta Miti (Pia Marastoni), Elisabetta Pellini (Tiziana Parisi), Riccardo Leonelli (Danilo Parisi), Gianluca Terranova (tenore Rodrigo Cursetti), Viviana Colais (madre di Gabriele), Antonio Faa (Costanzo Nicosia), Danila Stalteri (madre di Matteo), Luca Seta (Corrado), Luca Filippi (Alberto), Valentina Munafò (Daria).
- Ascolti: telespettatori 4 485 000 – share 22,70%[7].

## Segreti di famiglia
- Diretto da: Isabella Leoni
- Soggetto di: Peter Exacoustos, Mauro Casiraghi e Anna Mittone
- Scritto da di: Mauro Casiraghi e Anna Mittone

### Trama
Marco e Lea decidono di mettere a posto il casale per poter accogliere Koljia. Anna non si rassegna e dice a Marco di essere incinta. Il dottor Colomba per debellare il sarcoma non può far altro che amputare una gamba al piccolo Koljia.
Il giovane Tommaso è affetto da aplasia midollare, una malattia al midollo osseo che riduce i globuli e le piastrine; a salvarlo sarà un trapianto della madre. Pietro Verna ha modo di conoscere Chiara Risio, dottoressa chiamata da Colomba per il supporto psicologico a Koljia, facendo ingelosire Michela.
Arturo sta per partire in tournée con l'amico chitarrista Corrado e si lascia bene con Lea. L'affidamento di Koljia a Marco e Lea viene negato dal giudice poiché i due si sono ricongiunti da troppo poco.
Arturo, informato da Anna del fatto che Marco si sta disinteressando della sua gravidanza, affronta il dottore mettendogli le mani addosso fino all'arrivo delle due donne: Lea capisce tutto e se ne va delusa.
- Altri interpreti: Carlotta Miti (Pia Marastoni), Francesco Meoni (dottor Giancarlo Pisani), Federica De Benedittis (Chiara Risio), Riccardo Antonaci (Tommaso), Emanuela Rimoldi (madre di Tommaso), Denis Campitelli (padre di Tommaso), Luca Seta (Corrado).
- Ascolti: telespettatori 4 886 000 – share 19,30%[8].

## Segni di speranza
- Diretto da: Isabella Leoni
- Soggetto di: Peter Exacoustos, Mauro Casiraghi e Anna Mittone
- Scritto da di: Mauro Casiraghi e Anna Mittone

### Trama
Marco ritrova Lea in città e le chiarisce la situazione promettendo di non lasciarla questa volta e di volersi prendere le sue responsabilità riconoscendo il bambino come affidamento condiviso con Anna.
Un'infezione incontrollata causa un arresto cardiaco a Viola Parisi, in dialisi da troppi anni; la ragazza finisce in terapia intensiva in coma farmacologico; a donare un rene alla ragazza sarà il padre della ragazza che per l'operazione verrà trasferita a Pisa.
Koljia sta facendo riabilitazione e riceve la visita dei signori Mosella che hanno avuto un ripensamento grazie a Lea, consapevole di non poter avere in affido il bambino.
Lea va a casa di Anna per parlare di Marco e per dirle che non ce l'ha con lei ma quando questa si sente male la accompagna in ospedale; la ginecologa ha avuto un distacco di placenta e Marco, allertato da Lea, si preoccupa moltissimo.
Fuori dall'ospedale Lea dice a Marco che deve stare con Anna e che lei non lo ama più. Si precipita quindi a casa di Arturo che però è già partito. Poco dopo lo troverà lungo la strada con l'auto in panne, così come si erano conosciuti; i due si baciano con la felicità di Martina.
- Altri interpreti: David Sebasti (Valerio Mosella), Gaia Insenga (Barbara Mosella), Elisabetta Pellini (Tiziana Parisi), Riccardo Leonelli (Danilo Parisi), Federica De Benedittis (Chiara Risio).
- Ascolti: telespettatori 4 773 000 – share 23,30%[8].